# Rétifanlimab
Le rétifanlimab est un anticorps monoclonal commercialisé sous la marque Zynyz par le laboratoire américain Incyte.

## Mode d'action
Cet anticorps monoclonal bloque le récepteur de la protéine 1 de la mort cellulaire programmée (PD-1).

## Usage médical
Ce médicament est utilisé en traitement de première intention pour traiter le carcinome à cellules de Merkel chez l'adulte. Il est indiqué chez les patients non éligibles à une opération ou un traitement par radiothérapie.
Le traitement est administré après reconstitution par perfusion intraveineuse.

## Effets secondaires
Les effets secondaires de ce médicament comprennent la fatigue, les douleurs musculaires, les démangeaisons, la diarrhée, la fièvre et les nausées ; d'autres effets secondaires peuvent inclure des troubles à médiation immunitaire, notamment l'hépatite, la colite, la pneumopathie et les réactions à la perfusion. 
L'utilisation de ce médicament pendant la grossesse peut nuire au fœtus.

## Histoire
Le rétifanlimab a été approuvé par la FDA pour un usage médical aux États-Unis en 2023. Aux États-Unis, en 2023, une dose coutait environ 15 000 dollars américains.
Le médicament a bénéficié d'une autorisation de mise sur le marché de l'agence européenne du médicament en avril 2024. En juillet 2025, il n'est pas encore disponible en France.